# Srei Snam
Srei Snam là một huyện thuộc tỉnh Xiêm Riệp, tây bắc Campuchia. Theo thống kê năm 1998, dân số toàn huyện là 26,738.